# Rejon moskowskij (Królewiec)
Rejon moskowskij (ros. Моско́вский район) – dzielnica (rejon) miasta Królewiec, stolicy obwodu królewieckiego w Rosji. Ludność: 182 021 (dane za 2021).

## Położenie geograficzne
Rejon moskowskij obejmuje obszar o powierzchni 76 km². Położony jest na południu miasta Królewca, wzdłuż rzeki Pregoły (ros. Priegolja). Graniczy:
- od północy z rejonem centralnym i rejonem leningradzkim,
- od południa i od wschodu z rejonem gurjewskim.
- od zachodu z Zalewem Wiślanym

## Historia
25 lipca 1947 w Królewcu utworzono cztery obwody: oprócz okręgu moskiewskiego istniały obwody: bałtyjski, leningradzki i stalingradzki. Okręg Centralny został oddzielony od okręgu stalingradzkiego w 1952. W 1961 pozostały okręg stalingradzki przemianowano na okręg październikowy. 29 czerwca 2009 okręg październikowy został włączony do okręgu centralnego, a okręg bałtycki do okręgu moskiewskiego, tak że jego obszar rozciąga się obecnie od Zalewu Wiślanego po południowo-wschodni kraniec Królewca.

## Atrakcje
Przykładowe atrakcje turystyczne:
- Fort Donkhoff – budowla warowna zbudowana w latach 1877–1882. Jeden z dwunastu fortów tworzących pierścień umocnień dawnej Twierdzy Królewiec. Jest to najlepiej zachowany fort spośród innych fortów królewieckich. Obecnie znajduje się w rekach prywatnych i jest udostępniony do zwiedzania[3].

- Cerkiew Opieki Matki Bożej w Królewcu – prawosławna cerkiew parafialna w Królewcu, budowana w latach 1914–1926. W 2007 zyskała status zabytku kulturowego o znaczeniu regionalnym.
- Brama Frydlandzka – brama komunikacyjna w twierdzy królewieckiej, obecnie zamurowana. Pierwszą bramę (drewnianą) zbudowano w 1657, obecna brama została przebudowana w 1852.